# Maria Dolores Bourbonsko-Sicilská
Maria Dolores Bourbonsko-Sicilská (Maria de los Dolores Victoria Filippa Maria de las Mercedes Luisa Carlota Eugenia y Todos los Santos; 15. listopadu 1909, Madrid, Španělsko – 11. května 1996, Madrid, Španělsko) se narodila jako dcera prince Karla Bourbonsko-Sicilského a jeho druhé manželky Luisy Orleánské. Princezna Dolores byla členkou rodu Bourbonů a sňatkem s Augustynem Józefem Czartoryskim polské šlechtické rodiny Czartoryski. Byla také tetou španělského krále Juana Carlose I., syna její sestry Marie Mercedes Bourbonsko-Sicilské.

## Dětství
Maria Dolores se narodila 15. listopadu 1909 v paláci Villamejor jako druhé dítě prince Karla Bourbonsko-Sicilského a jeho druhé manželky Luisy Orleánské. Pokřtěna byla jako Maria de los Dolores Victoria Felipa Luisa Mercedes. Princezna Dolores, mezi svými příbuznými přezdívaná Dola, si byla blízká se španělskou královskou rodinou. Její otec, princ Karel Bourbonsko-Sicilský, se při svém prvním sňatku s princeznou Mercedes, nejstarší sestrou španělského krále Alfonsa XIII., zřekl svých práv na trůn Obojí Sicílie a stal se španělským občanem. Dolina matka Luisa Orleánská byla vzdálenou sestřenicí španělského krále. Dolores a její sourozenci tak vyrůstali v blízkosti španělské královské rodiny. Potomci krále Alfonsa XIII. a královny Viktorie z Battenbergu byli v podobném věku jako Dolores a její mladší sourozenci. Rodina žila v madridském paláci Villamejor, prázdniny trávila poblíž Sevilly v paláci Villamanrique, který patřil babičce z matčiny strany, Marii Isabele Orleánské, pařížské hraběnce.
Princezna Dolores studovala se svými sestrami Marií Mercedes a Esperanzou ve škole irských sester v Madridu. Jejím učitelem kreslení byl známý malíř Manuel González Santos. Když bylo Dolores dvanáct let, byl její otec jmenován armádním generálním kapitánem Andalusie a rodina se odstěhovala do Sevilly. Princezny pokračovaly ve studiu jako internátní žákyně ve škole irských sester v Castilleja de la Cueva v Seville. Prázdniny trávily obvykle ve Francii u matčiných příbuzných. Rodina byla v Seville, kde žila do dubna 1931, velmi oblíbená. Poté ji však Druhá Španělská republika donutila odejít do exilu. Přestěhovala se do Cannes a později do Paříže.

## Manželství a pozdější život
V Paříži se Dolores setkala s bohatým polským aristokratem Augustynem Józefem Czartoryskim, 13. knížetem Czartoryski, vévodou z Klewan a Zuków, synem Adama Ludwika Czartoryskiho a jeho manželky Marie Ludwiky Krasińské. 12. srpna 1937 se ve švýcarském městě Ouchy vzali. Pár se usadil v polském Krakově. Jejich životy narušila Druhá světová válka. V září 1939 byl s invazí do Polska bombardován Krakov a princ Augustyn s těhotnou Dolores se rozhodli opustit zemi a odejít do Španělska. Při útěku byli zatčeni gestapem. Na intervenci španělského vyslance v Berlíně byli propuštěni.
Pár se poté natrvalo usadil ve Španělsku. V Seville Dolores porodila 2. ledna 1940 syna Adama Karla Czartoryskiho. Její manžel byl velmi aktivní v polském vzdoru. V roce 1943 pár zakoupil pozemek v Dos Hermanas, který pojmenovali Princeznina zahrada. 13. března 1945 se páru narodil druhý syn Ludvík Petr, dítě však žilo pouhých třináct měsíců.
Na konci války byly majetky rodiny Czartoryski zabaveny polskou vládou a rodina se ze strachu ze sovětské okupace rozhodla nevrátit do Krakova. Augustyn měl chatrné zdraví a po trýzních a útrapách války 1. června 1946, ve třiceti devíti letech, zemřel. Smrt mladšího syna a manžela v průběhu dvou měsíců princeznu Dolores hluboce zasáhla. Stala se vdovou se šestiletým synem.
Dolores zůstala ve španělské Seville. Po čtyřech letech vdovství se zamilovala do Carlose Chias Osoria (narozen 26. února 1925 v Barceloně), bývalého seminaristy a učitele jejího syna Adama. Byl o více než patnáct let mladší než ona. 29. prosince 1950 se v Seville vzali. Navzdory velkému věkovému rozdílu bylo manželství šťastné. Děti spolu neměli. Pár zůstal v Seville do roku 1958. Po smrti princezniny matky v dubnu 1958 se přestěhovali do Madridu. Dolores zemřela 11. května 1996 v Madridu a byla pohřbena v Seville.

## Tituly, oslovení, vyznamenání a znaky

### Tituly a oslovení
- 15. listopadu 1909 – 12. srpna 1937ː Její královská Výsost princezna Maria de los Dolores Bourbonsko-Sicilská
- 12. srpna 1937 – 29. prosince 1950ː Její královská Výsost princezna Maria de los Dolores Czartoryska, princezna Obojí Sicílie
- 29. prosince 1950 – 11. května 1996 Její královská Výsost princezna Maria de los Dolores, princezna Obojí Sicílie, Paní Carlos Chias Osorio

### Vyznamenání
- Řád konstantiniánských rytířů sv. Jiří
- Řád královny Marie Luisy

### Znaky

Arms
Znak princezny Czartoryski a bourbonské (1937-1946)
Znak bourbonské princezny (1950-1996)

## Vývod z předků
|                                   |                                  |  |              |                                          |  |  |  |  |  |  |  | František I. Neapolsko-Sicilský |
|                                   |                                  |  |              |                                          |  |  |  |  |  |  |  |                                 |
|                                   | Ferdinand II. Neapolsko-Sicilský |  |              |                                          |  |  |  |  |  |  |  |                                 |
|                                   |                                  |  |              |                                          |  |  |  |  |  |  |  |                                 |
|                                   |                                  |  |              | Marie Isabela Španělská                  |  |  |  |  |  |  |  |                                 |
|                                   |                                  |  |              |                                          |  |  |  |  |  |  |  |                                 |
|                                   | Alfons Neapolsko-Sicilský        |  |              |                                          |  |  |  |  |  |  |  |                                 |
|                                   |                                  |  |              |                                          |  |  |  |  |  |  |  |                                 |
|                                   |                                  |  |              | Karel Ludvík Rakousko-Těšínský           |  |  |  |  |  |  |  |                                 |
|                                   |                                  |  |              |                                          |  |  |  |  |  |  |  |                                 |
|                                   | Marie Terezie Izabela Rakouská   |  |              |                                          |  |  |  |  |  |  |  |                                 |
|                                   |                                  |  |              |                                          |  |  |  |  |  |  |  |                                 |
|                                   |                                  |  |              | Jindřiška Nasavsko-Weilburská            |  |  |  |  |  |  |  |                                 |
|                                   |                                  |  |              |                                          |  |  |  |  |  |  |  |                                 |
|                                   | Karel Bourbonsko-Sicilský        |  |              |                                          |  |  |  |  |  |  |  |                                 |
|                                   |                                  |  |              |                                          |  |  |  |  |  |  |  |                                 |
|                                   |                                  |  |              | František I. Neapolsko-Sicilský          |  |  |  |  |  |  |  |                                 |
|                                   |                                  |  |              |                                          |  |  |  |  |  |  |  |                                 |
|                                   | František Neapolsko-Sicilský     |  |              |                                          |  |  |  |  |  |  |  |                                 |
|                                   |                                  |  |              |                                          |  |  |  |  |  |  |  |                                 |
|                                   |                                  |  |              | Marie Isabela Španělská                  |  |  |  |  |  |  |  |                                 |
|                                   |                                  |  |              |                                          |  |  |  |  |  |  |  |                                 |
|                                   | Marie Antonie Neapolsko-Sicilská |  |              |                                          |  |  |  |  |  |  |  |                                 |
|                                   |                                  |  |              |                                          |  |  |  |  |  |  |  |                                 |
|                                   |                                  |  |              | Leopold II. Toskánský                    |  |  |  |  |  |  |  |                                 |
|                                   |                                  |  |              |                                          |  |  |  |  |  |  |  |                                 |
|                                   | Marie Izabela Toskánská          |  |              |                                          |  |  |  |  |  |  |  |                                 |
|                                   |                                  |  |              |                                          |  |  |  |  |  |  |  |                                 |
|                                   |                                  |  |              | Marie Antonie Sicilská                   |  |  |  |  |  |  |  |                                 |
|                                   |                                  |  |              |                                          |  |  |  |  |  |  |  |                                 |
| Maria Dolores Bourbonsko-Sicilská |                                  |  |              |                                          |  |  |  |  |  |  |  |                                 |
|                                   |                                  |  |              |                                          |  |  |  |  |  |  |  |                                 |
|                                   |                                  |  | Ludvík Filip |                                          |  |  |  |  |  |  |  |                                 |
|                                   |                                  |  |              |                                          |  |  |  |  |  |  |  |                                 |
|                                   | Ferdinand Filip Orleánský        |  |              |                                          |  |  |  |  |  |  |  |                                 |
|                                   |                                  |  |              |                                          |  |  |  |  |  |  |  |                                 |
|                                   |                                  |  |              | Marie Amálie Neapolsko-Sicilská          |  |  |  |  |  |  |  |                                 |
|                                   |                                  |  |              |                                          |  |  |  |  |  |  |  |                                 |
|                                   | Filip Pařížský                   |  |              |                                          |  |  |  |  |  |  |  |                                 |
|                                   |                                  |  |              |                                          |  |  |  |  |  |  |  |                                 |
|                                   |                                  |  |              | Fridrich Ludvík Meklenbursko-Zvěřínský   |  |  |  |  |  |  |  |                                 |
|                                   |                                  |  |              |                                          |  |  |  |  |  |  |  |                                 |
|                                   | Helena Meklenbursko-Schwerinská  |  |              |                                          |  |  |  |  |  |  |  |                                 |
|                                   |                                  |  |              |                                          |  |  |  |  |  |  |  |                                 |
|                                   |                                  |  |              | Karolína Luisa Sasko-Výmarsko-Eisenašská |  |  |  |  |  |  |  |                                 |
|                                   |                                  |  |              |                                          |  |  |  |  |  |  |  |                                 |
|                                   | Luisa Orleánská                  |  |              |                                          |  |  |  |  |  |  |  |                                 |
|                                   |                                  |  |              |                                          |  |  |  |  |  |  |  |                                 |
|                                   |                                  |  |              | Ludvík Filip                             |  |  |  |  |  |  |  |                                 |
|                                   |                                  |  |              |                                          |  |  |  |  |  |  |  |                                 |
|                                   | Antonín Orleánský                |  |              |                                          |  |  |  |  |  |  |  |                                 |
|                                   |                                  |  |              |                                          |  |  |  |  |  |  |  |                                 |
|                                   |                                  |  |              | Marie Amálie Neapolsko-Sicilská          |  |  |  |  |  |  |  |                                 |
|                                   |                                  |  |              |                                          |  |  |  |  |  |  |  |                                 |
|                                   | Marie Isabela Orleánská          |  |              |                                          |  |  |  |  |  |  |  |                                 |
|                                   |                                  |  |              |                                          |  |  |  |  |  |  |  |                                 |
|                                   |                                  |  |              | Ferdinand VII.                           |  |  |  |  |  |  |  |                                 |
|                                   |                                  |  |              |                                          |  |  |  |  |  |  |  |                                 |
|                                   | Luisa Fernanda Španělská         |  |              |                                          |  |  |  |  |  |  |  |                                 |
|                                   |                                  |  |              |                                          |  |  |  |  |  |  |  |                                 |
|                                   |                                  |  |              | Marie Kristýna Neapolsko-Sicilská        |  |  |  |  |  |  |  |                                 |
|                                   |                                  |  |              |                                          |  |  |  |  |  |  |  |                                 |